# Championnes de France de natation en bassin de 50 m du 200 m nage libre
| Championnat | Lieu                | Athlète                               | Naissance | Âge   | Club                                                  | Temps                       |
| ----------- | ------------------- | ------------------------------------- | --------- | ----- | ----------------------------------------------------- | --------------------------- |
| 1961 hiver  | Paris(33,33 m)      | Héda Frost-Ducoulombier               | 1936      | 25    | GLE Alger                                             | 2 min 28 s 3                |
| 1961 été    | Paris               | non disputé                           |           |       |                                                       |                             |
| 1962 hiver  | Nancy               | Nelly Wollbrett                       | 1945      | 17    | ASPTT Nancy                                           | 2 min 36 s 0                |
| 1962 été    | Paris               | Héda Frost-Ducoulombier               | 1936      | 26    | GLE Alger                                             | 2 min 26 s 1                |
| 1963 hiver  | Marseille(25 m)     | Annie Vanacker                        | 1947      | 26    | Enfants de Neptune de Tourcoing                       | 2 min 28 s 2                |
| 1963 été    | Paris               | Annie Vanacker                        | 1947      | 26    | Enfants de Neptune de Tourcoing                       | 2 min 24 s 6                |
| 1964 hiver  | Marseille(25 m)     | Claude Pimont                         |           |       | Club des Vikings de Rouen                             | 2 min 24 s 8                |
| 1964 été    | Paris               | non disputé                           |           |       |                                                       |                             |
| 1965 hiver  | Marseille(25 m)     | Annie Vanacker                        |           |       | Cercle des nageurs de Marseille                       | 2 min 22 s 3                |
| 1965 été    | Paris               | Annie Vanacker                        | 1947      | 28    | Cercle des nageurs de Marseille                       | 2 min 21 s 7                |
| 1966 hiver  | Le Mans (25 m)      | Claude Mandonnaud                     | 1950      | 16    | ASPTT Limoges                                         | 2 min 20 s 5                |
| 1966 été    | Paris               | Claude Mandonnaud                     | 1950      | 16    | ASPTT Limoges                                         | 2 min 17 s 4 RF             |
| 1967 hiver  | Caen (25 m)         | Claude Mandonnaud                     | 1950      | 17    | ASPTT Limoges                                         | 2 min 14 s 2                |
| 1967 été    | Paris               | Danièle Dorléans                      | 1947      | 20    | Cercle des nageurs de Marseille                       | 2 min 16 s 0                |
| 1968 hiver  | Montreuil           | Claude Mandonnaud                     | 1950      | 18    | ASPTT Limoges                                         | 2 min 16 s 4                |
| 1968 été    | Paris               | Claude Mandonnaud                     | 1950      | 18    | ASPTT Limoges                                         | 2 min 12 s 4 RE             |
| 1969 hiver  | Toulouse            | Sylvie Moreau                         | 1950      | 19    | Stella Sports de Saint-Maur                           | 2 min 17 s 9                |
| 1969 été    | Paris               | Claude Mandonnaud                     | 1950      | 19    | ASPTT Limoges                                         | 2 min 14 s 3                |
| 1970 hiver  | Aix-en-Provence     | Claude Mandonnaud                     | 1950      | 20    | ASPTT Limoges                                         | 2 min 18 s 0                |
| 1970 été    | Paris               | Claude Mandonnaud                     | 1950      | 20    | ASPTT Limoges                                         | 2 min 12 s 6                |
| 1971 hiver  | Montreuil           | Claude Mandonnaud                     | 1950      | 21    | ASPTT Limoges                                         | 2 min 14 s 7                |
| 1971 été    | Paris               | Claude Mandonnaud                     | 1950      | 21    | ASPTT Limoges                                         | 2 min 13 s 8                |
| 1972 hiver  | Rouen (25 m)        | Claude Mandonnaud                     | 1950      | 22    | ASPTT Limoges                                         | 2 min 12 s 2                |
| 1972 été    | Vittel              | Claude Mandonnaud                     | 1950      | 22    | ASPTT Limoges                                         | 2 min 14 s 8                |
| 1973 hiver  | Paris               | Claude Mandonnaud                     | 1950      | 23    | ASPTT Limoges                                         | 2 min 13 s 9                |
| 1973 été    | Vittel              | Claude Mandonnaud                     | 1950      | 23    | ASPTT Limoges                                         | 2 min 10 s 87 RF            |
| 1974 hiver  | Bordeaux            | Guylaine Berger                       | 1956      | 18    | CN Maisons-Alfort                                     | 2 min 08 s 72 RF            |
| 1974 été    | Paris               | Claude Mandonnaud                     | 1950      | 24    | ASPTT Limoges                                         | 2 min 08 s 47 RF            |
| 1975 hiver  | Troyes              | Guylaine Berger                       | 1956      | 19    | CN Maisons-Alfort                                     | 2 min 12 s 55               |
| 1975 été    | Paris               | Guylaine Berger                       | 1956      | 19    | CN Maisons-Alfort                                     | 2 min 08 s 15 RF            |
| 1976 hiver  | Tarbes              | Guylaine Berger                       | 1956      | 20    | Club des Nageurs de Paris                             | 2 min 07 s 52 RF            |
| 1976 été    | Paris               | Guylaine Berger                       | 1956      | 20    | Club des Nageurs de Paris                             | 2 min 08 s 40               |
| 1977 hiver  | Rennes              | Guylaine Berger                       | 1956      | 21    | Club des Nageurs de Paris                             | 2 min 08 s 66               |
| 1977 été    | Paris               | Anne Vial                             | 1965      | 12    | Enfants de Neptune de Perpignan                       | 2 min 08 s 66               |
| 1978 hiver  | Lille               | Anne Vial                             | 1965      | 13    | Enfants de Neptune de Perpignan                       | 2 min 08 s 75               |
| 1978 été    | Laval               | Guylaine Berger                       | 1956      | 22    | AS Sucy                                               | 2 min 06 s 28 RF            |
| 1979 hiver  | Nanterre            | Anne Vial                             | 1965      | 14    | Natation 66                                           | 2 min 07 s 45               |
| 1979 été    | Mulhouse            | Anne Vial                             | 1965      | 14    | Natation 66                                           | 2 min 06 s 93               |
| 1980 hiver  | Bordeaux            | Anne Vial                             | 1965      | 15    | Natation 66                                           | 2 min 05 s 92               |
| 1980 été    | Brive-la-Gaillarde  | Guylaine Berger                       | 1956      | 24    | AS Sucy                                               | 2 min 05 s 80               |
| 1981 hiver  | La Rochelle         | Véronique Stéphan                     | 1963      | 18    | Mouettes de Paris                                     | 2 min 06 s 79               |
| 1981 été    | Dunkerque           | Véronique Stéphan                     | 1963      | 18    | Mouettes de Paris                                     | 2 min 06 s 06               |
| 1982 hiver  | Toulouse            | Véronique Stéphan                     | 1963      | 19    | Mouettes de Paris                                     | 2 min 05 s 80               |
| 1982 été    | Megève              | Véronique Stéphan                     | 1963      | 19    | Mouettes de Paris                                     | 2 min 08 s 42               |
| 1983 hiver  | Tours               | Véronique Stéphan                     | 1963      | 20    | Mouettes de Paris                                     | 2 min 07 s 42               |
| 1983 été    | Bordeaux            | Véronique Jardin                      | 1966      | 27    | Stade Français Olympic Courbevoie                     | 2 min 03 s 69 RF            |
| 1984 hiver  | Strasbourg          | Laurence Bensimon                     | 1963      | 21    | CS Clichy                                             | 2 min 03 s 98               |
| 1984 été    | Paris               | Véronique Stéphan                     | 1963      | 21    | Mouettes de Paris                                     | 2 min 06 s 40               |
| 1985 hiver  | Aix-en-Provence     | Sandrine Thumm                        | 1969      | 26    | Mulhouse olympic Natation                             | 2 min 06 s 26               |
| 1985 été    | Dunkerque           | Véronique Jardin                      | 1966      | 19    | Stade Français Olympic Courbevoie                     | 2 min 04 s 12               |
| 1986 hiver  | Rennes              | Véronique Jardin                      | 1966      | 20    | Stade Français Olympic Courbevoie                     | 2 min 03 s 92               |
| 1986 été    | Millau              | Cécile Prunier                        | 1969      | 17    | SN Versailles                                         | 2 min 03 s 64               |
| 1987 hiver  | Mulhouse            | Catherine Plewinski                   | 1968      | 19    | CNSR Cluses                                           | 2 min 01 s 90 RF            |
| 1987 été    | Strasbourg          | Cécile Prunier                        | 1969      | 18    | SN Versailles                                         | 2 min 03 s 77               |
| 1988 hiver  | Vittel              | Catherine Plewinski                   | 1968      | 20    | CNSR Cluses                                           | 2 min 02 s 03               |
| 1988 été    | Dunkerque           | Cécile Prunier                        | 1969      | 19    | SN Versailles                                         | 2 min 00 s 76 RF            |
| 1989 hiver  | Forbach             | Catherine Plewinski                   | 1968      | 21    | CNSR Cluses                                           | 2 min 02 s 98               |
| 1989 été    | Paris               | Cécile Prunier                        | 1969      | 20    | SN Versailles                                         | 2 min 02 s 25               |
| 1990 hiver  | La Rochelle         | Catherine Plewinski                   | 1968      | 21    | CNSR Cluses                                           | 2 min 02 s 04               |
| 1990 été    | Narbonne            | Cécile Prunier                        | 1969      | 21    | SN Versailles                                         | 2 min 02 s 60               |
| 1991 hiver  | Saint-Étienne       | Cécile Prunier                        | 1969      | 22    | SN Versailles                                         | 2 min 04 s 69               |
| 1991 été    | Millau              | Marie-Laure Giraudon                  | 1972      | 19    | CS Clichy 92                                          | 2 min 04 s 44               |
| 1992 hiver  | Dunkerque           | Catherine Plewinski                   | 1968      | 24    | SC Abbeville                                          | 2 min 01 s 75               |
| 1992 été    | Mennecy             | Audrey Astruc                         | 1977      | 17    | Cercle des Nageurs de Brest                           | 2 min 05 s 15               |
| 1993 hiver  | Mennecy             | Audrey Astruc                         | 1977      | 18    | Cercle des Nageurs de Brest                           | 2 min 04 s 08               |
| 1993 été    | Paris               | Marie-Pierre Wirth                    |           |       | Mulhouse Olympic Natation                             | 2 min 06 s 94               |
| 1994 hiver  | Lille               | Marie-Laure Giraudon                  | 1972      | 22    | CS Clichy 92                                          | 2 min 05 s 48               |
| 1994 été    | Aix-les-Bains       | Ingrid Bourre                         | 1976      | 18    | Cercle des Nageurs de Melun Dammarie                  | 2 min 05 s 61               |
| 1995 hiver  | Mennecy             | Solenne Figuès                        | 1979      | 16    | Dauphins du TOEC                                      | 2 min 04 s 43               |
| 1995 été    | Canet-en-Roussillon | Solenne Figuès                        | 1979      | 16    | Dauphins du TOEC                                      | 2 min 04 s 60               |
| 1996 hiver  | Dunkerque           | Solenne Figuès                        | 1979      | 17    | Dauphins du TOEC                                      | 2 min 02 s 89               |
| 1996 été    | Montpellier         | Laetitia Choux                        | 1979      | 17    | Mulhouse Olympic Natation                             | 2 min 04 s 32               |
| 1997        | Mennecy             | Solenne Figuès                        | 1979      | 18    | Dauphins du TOEC                                      | 2 min 00 s 75               |
| 1998        | Amiens              | Ingrid Bourre                         | 1976      | 22    | Cercle des Nageurs de Melun Dammarie                  | 2 min 03 s 78               |
| 1999        | Dunkerque           | Solenne Figuès                        | 1979      | 20    | Dauphins du TOEC                                      | 2 min 02 s 43               |
| 2000        | Rennes              | Solenne Figuès                        | 1979      | 21    | Dauphins du TOEC                                      | 2 min 00 s 47               |
| 2001        | Chamalières         | Alicia Bozon                          | 1984      | 17    | Enfants de Neptune de Tours                           | 2 min 00 s 70               |
| 2002        | Chalon-sur-Saône    | Alena Popchanka (open) Solenne Figuès | 1979 1979 | 23 23 | Cercle des Nageurs de Melun-Dammarie Dauphins du TOEC | 1 min 59 s 46 2 min 00 s 51 |
| 2003        | Saint-Étienne       | Alena Popchanka (open) Solenne Figuès | 1979 1979 | 24 24 | CS Clichy 92 Dauphins du TOEC                         | 1 min 59 s 12 2 min 00 s 10 |
| 2004        | Dunkerque           | Solenne Figuès                        | 1979      | 25    | Dauphins du TOEC                                      | 1 min 58 s 36 RF            |
| 2005        | Nancy               | Solenne Figuès                        | 1979      | 26    | Dauphins du TOEC                                      | 1 min 59 s 45               |
| 2006        | Tours               | Laure Manaudou                        | 1986      | 20    | Cercle des Nageurs de Melun-Dammarie                  | 1 min 57 s 81 RF            |
| 2007        | Saint-Raphaël       | Laure Manaudou                        | 1986      | 21    | Canet 66 natation                                     | 1 min 57 s 48               |
| 2008        | Dunkerque           | Aurore Mongel                         | 1982      | 26    | Mulhouse Olympic Natation                             | 1 min 57 s 63               |
| 2009        | Montpellier         | Coralie Balmy                         | 1987      | 22    | Dauphins du TOEC                                      | 1 min 57 s 29               |
| 2010        | Saint-Raphaël       | Camille Muffat                        | 1989      | 21    | Olympic Nice Natation                                 | 1 min 58 s 17               |
| 2011        | Schiltigheim        | Camille Muffat                        | 1989      | 22    | Olympic Nice Natation                                 | 1 min 55 s 95               |
| 2012        | Dunkerque           | Camille Muffat                        | 1989      | 23    | Olympic Nice Natation                                 | 1 min 54 s 87 RF            |
| 2013        | Rennes              | Camille Muffat                        | 1989      | 24    | Olympic Nice Natation                                 | 1 min 55 s 48               |
| 2014        | Chartres            | Camille Muffat                        | 1989      | 25    | Olympic Nice Natation                                 | 1 min 57 s 05               |
| 2015        | Limoges             | Charlotte Bonnet                      | 1995      | 20    | Olympic Nice Natation                                 | 1 min 56 s 86               |
| 2016        | Montpellier         | Charlotte Bonnet                      | 1995      | 21    | Olympic Nice Natation                                 | 1 min 56 s 32               |
| 2017        | Schiltigheim        | Charlotte Bonnet                      | 1995      | 22    | Olympic Nice Natation                                 | 1 min 55 s 80               |
| 2018        | Saint-Raphaël       | Charlotte Bonnet                      | 1995      | 23    | Olympic Nice Natation                                 | 1 min 55 s 53               |
| 2019        | Rennes              | Charlotte Bonnet                      | 1995      | 24    | Olympic Nice Natation                                 | 1 min 56 s 57               |
| 2020        | Saint-Raphaël       | Charlotte Bonnet                      | 1995      | 26    | Olympic Nice Natation                                 | 1 min 56 s 65               |